# Lado Chachanidze

a Compétitions nationales et continentales officielles uniquement.

b Matchs officiels uniquement.
Dernière mise à jour le 8 juillet 2025.
Lado Chachanidze, né le 14 mai 2000 en Géorgie, est un joueur international géorgien de rugby à XV évoluant au poste de deuxième ligne.

## Biographie
Lado Chachanidze naît en Géorgie. Par la suite, il joue au rugby à XV avec les Lelo Saracens.
En 2019, il rejoint le club français de l'Aviron bayonnais mais ne s'impose pas dans l'effectif senior basque et évolue avec les espoirs. Il dispute son premier, et seul, avec les professionnels de l'Aviron bayonnais en novembre 2021 en Pro D2 face au Stade montois. En juillet 2022, il est sélectionné pour la première fois avec l'équipe de Géorgie face à l'Italie (en entrant en fin de match) et est ensuite titulaire face au Portugal.
Pour la saison 2022-2023, il est prêté en Pro D2 à l'USON Nevers et à l'issue de l'exercice, il signe son premier contrat professionnel avec l'USON Nevers pour la saison suivante. Durant la saison, en mars 2023, il remporte le Championnat d'Europe avec la Géorgie en entrant en jeu lors de la finale face au Portugal à la 61e minute à la place de Nodar Cheishvili.
Puis, plus tard dans la même année, il participe à la Coupe du monde avec son pays.
En 2024, il remporte une deuxième fois le Championnat d'Europe avec les Lelos en entrant en jeu lors de la finale face au Portugal à la 57e minute à la place de Giorgi Javakhia.
Pour la saison 2024-2025, il retourne en Géorgie et signe avec les Black Lion. En mars 2025, il remporte une troisième fois le Championnat d'Europe avec la Géorgie en battant l'Espagne en finale en tant que titulaire.
À partir de la saison 2025-2026, il fait son retour en France et signe pour le Stade montois jusqu'en juin 2027.

## Statistiques en équipe nationale
| Essai | Adversaire | Lieu                    | Compétition          | Date            | Résultat | Score |
| ----- | ---------- | ----------------------- | -------------------- | --------------- | -------- | ----- |
| 1     | Pays-Bas   | NRCA Stadium, Amsterdam | Championnat d'Europe | 11 février 2023 | Victoire | 40-8  |

## Palmarès

### En franchise
- Vainqueur de la Rugby Europe Super Cup en 2024 avec les Black Lion.

### En équipe nationale
- Vainqueur du Championnat d'Europe en 2023, 2024 et 2025 avec l'équipe de Géorgie.